# 图沙德多项式

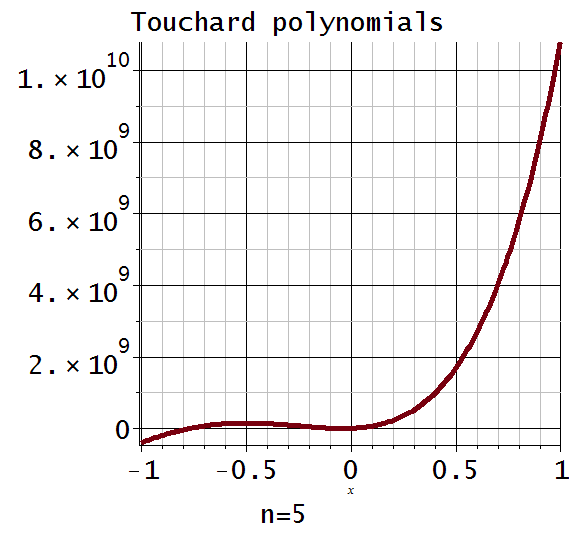
Touchard Polynomials

图沙德多项式是1939年法兰西数学家Jacques Touchard提出的多项式。定义如下：

Touchard Polynomials

{\displaystyle T_{n}(x)=\sum _{k=0}^{n}S(n,k)x^{k}=\sum _{k=0}^{n}\left\{{\begin{matrix}n\\k\end{matrix}}\right\}x^{k},}
其中{\displaystyle S(n,k)}是第二类斯特林数。
前面几个图沙德多项式是：
- {\displaystyle T_{0}(x)=1}
- {\displaystyle T_{1}(x)=x}
- {\displaystyle T_{2}(x)=x+x^{2}}
- {\displaystyle T_{3}(x)=x+3x^{2}+x^{3}}
- {\displaystyle T_{4}(x)=x+7x^{2}+6x^{3}+x^{4}}
- {\displaystyle T_{5}(x)=x+15x^{2}+25x^{3}+10x^{4}+x^{5}}

## 生成函数
图沙德多项式的生成函数为
{\displaystyle \sum _{n=0}^{\infty }{T_{n}(x) \over n!}t^{n}=e^{x\left(e^{t}-1\right)}.}